# Gaocheng, Hebei
Gaocheng, tidigare romaniserat Kaocheng, är en stad på häradsnivå i norra Kina, och ingår  i Shijiazhuangs stad på prefekturnivå  i provinsen Hebei. Den är belägen några mil öster om provinsens huvudstad, Shijiazhuang, omkring 250 kilometer sydväst om huvudstaden Peking. Den har ungefär 0,8 miljoner invånare på en yta av 836 km².

## Demografi
| Område                         | Invånarantal 1 juli 1990 | Invånarantal 1 november 2000 |
| ------------------------------ | ------------------------ | ---------------------------- |
| Stad (de jure)                 | Ingen uppgift            | 735 616                      |
| Stad (de facto)                | 685 592                  | 758 269                      |
| Urban befolkning (de facto)    | 51 449                   | 191 420                      |
| ...varav centralort (de facto) | 16 885                   | Ingen uppgift                |